# Athallia
Athallia is een geslacht van korstmossen behorend tot de familie Teloschistaceae. De typesoort is Athallia holocarpa.

## Foto's
In Nederland komen de volgende soorten voor:

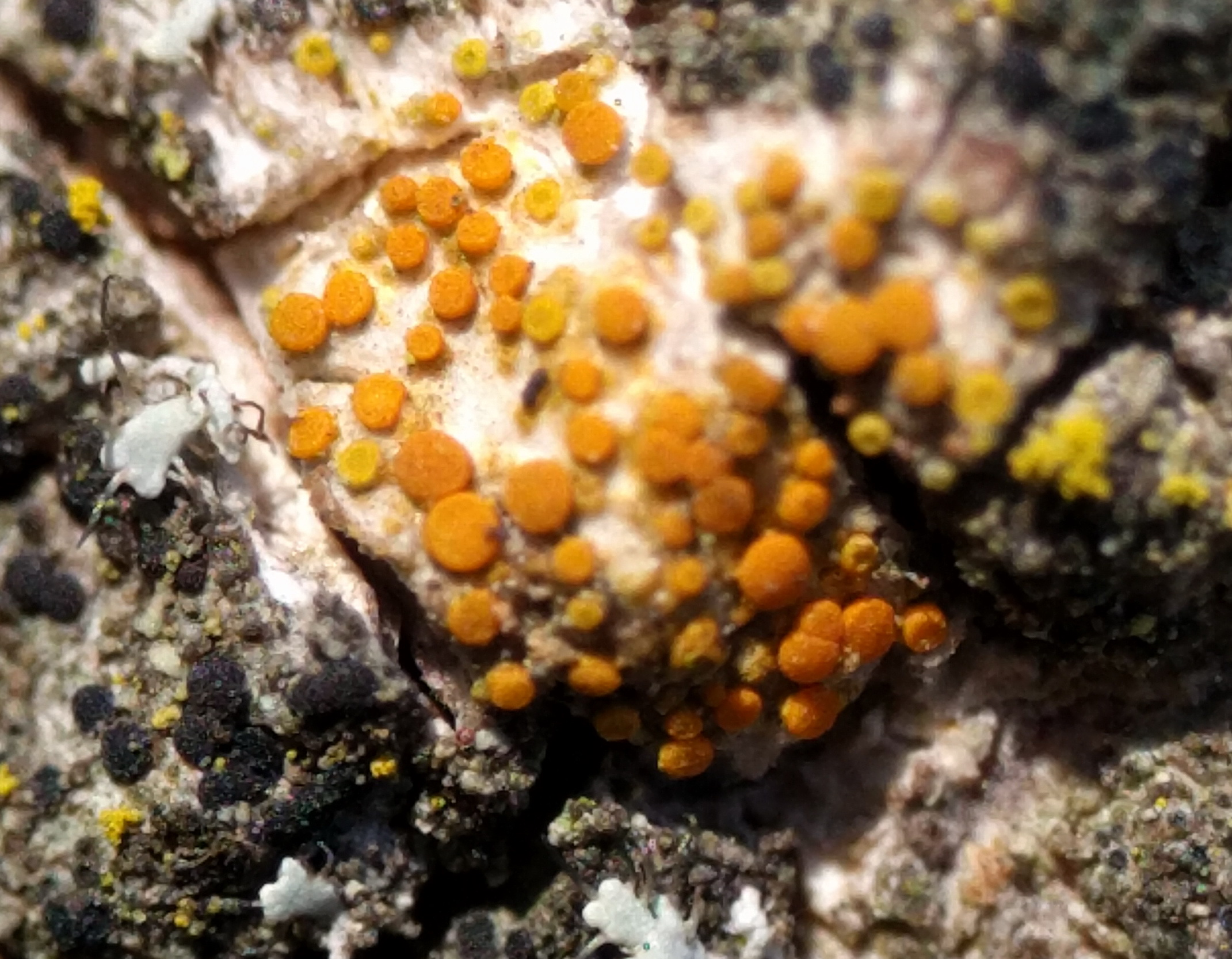
A. cerinella
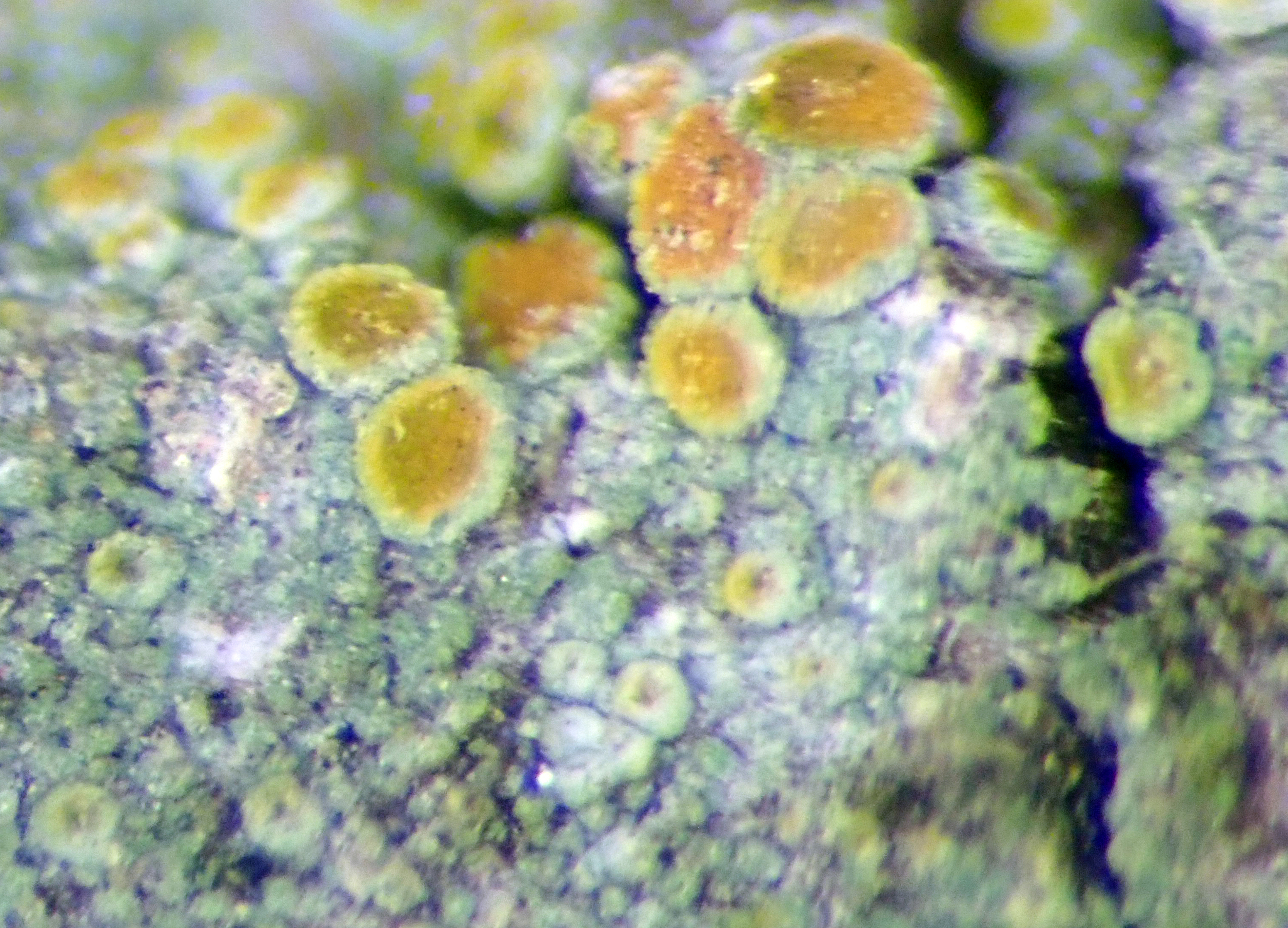
A. cerinelloides
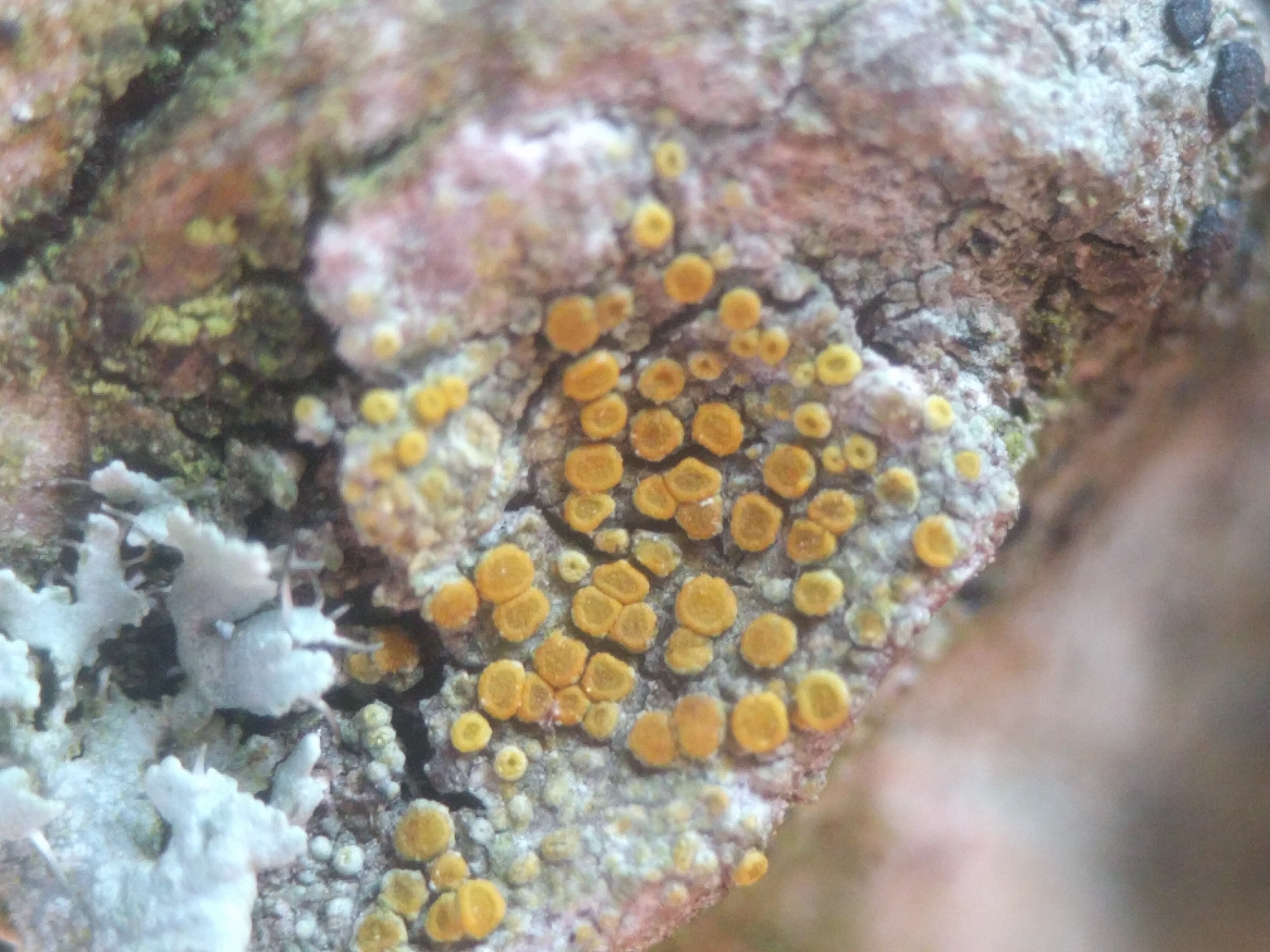
A. holocarpa
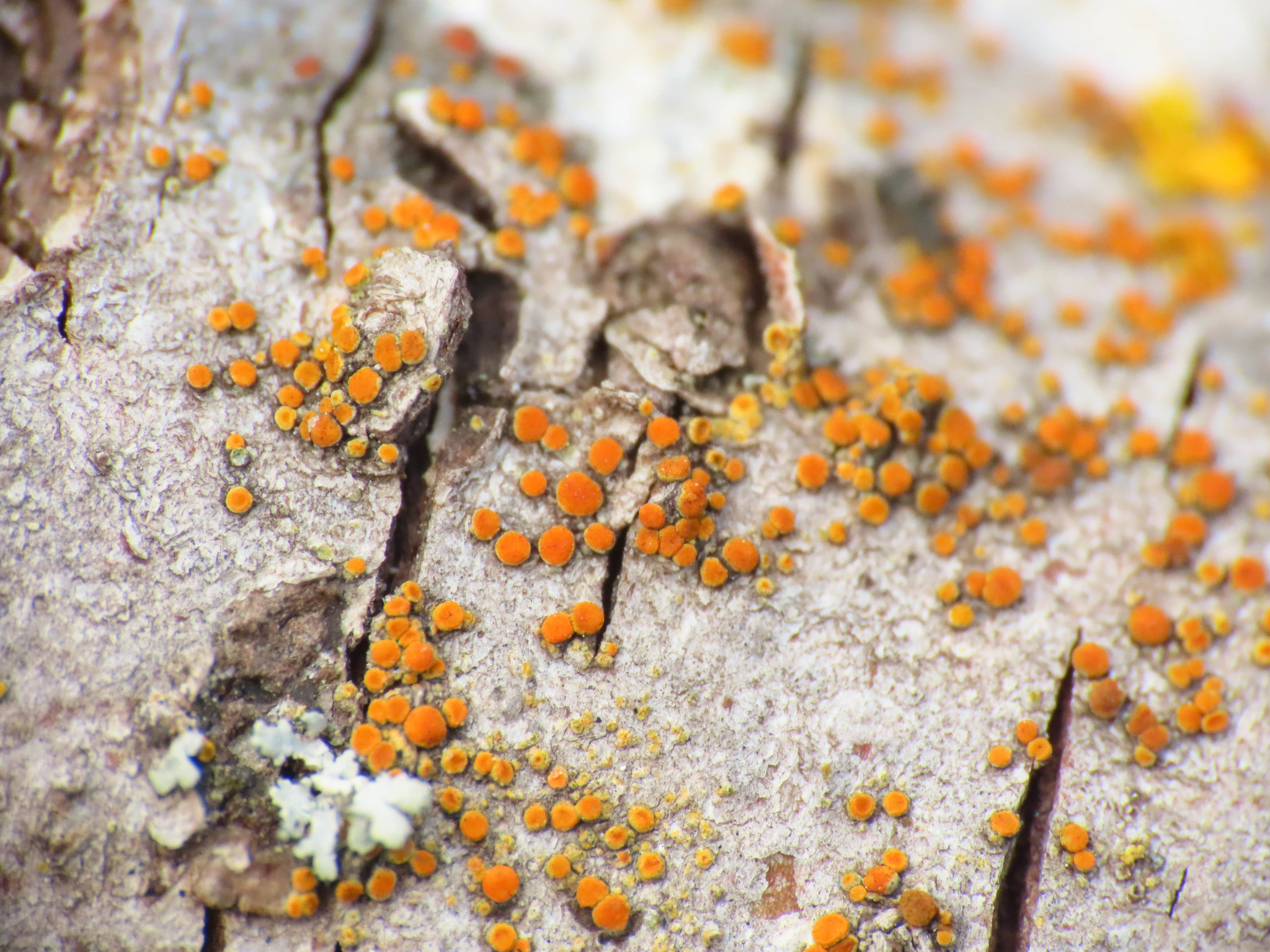
A. pyracea

## Geslachten
Volgens Index Fungorum telt het geslacht 13 soorten (peildatum oktober 2021):
| Soortnaam                                  | Auteur(s)                                           | Publicatiejaar |
| ------------------------------------------ | --------------------------------------------------- | -------------- |
| Athallia alnetorum                         | (Giralt, Nimis & Poelt) Arup, Frödén & Søchting     | 2013           |
| Athallia baltistanica                      | Halıcı & Vondrák                                    | 2016           |
| Athallia brachyspora                       | (Mereschk.) Halıcı & Vondrák                        | 2016           |
| Athallia cerinella (Klein boomzonnetje)    | (Nyl.) Arup, Frödén & Søchting                      | 2013           |
| Athallia cerinelloides (Geel boomzonnetje) | (Erichsen) Arup, Frödén & Søchting                  | 2013           |
| Athallia holocarpa (Muurzonnetje)          | (Hoffm.) Arup, Frödén & Søchting                    | 2013           |
| Athallia inconnexa                         | (Nylander) S.Y. Kondr. & L. Lokos                   | 2018           |
| Athallia necator                           | (Clauzade & Poelt) Vondrák, Halıcı, Güllü & Demirel | 2016           |
| Athallia nesodes                           | (Poelt & Nimis) Halıcı & Vondrák                    | 2016           |
| Athallia pyracea (Gewoon boomzonnetje)     | (Ach.) Arup, Frödén & Søchting                      | 2013           |
| Athallia saxifragarum                      | (Poelt) Arup, Frödén & Søchting                     | 2013           |
| Athallia scopularis                        | (Nyl.) Arup, Frödén & Søchting                      | 2013           |
| Athallia vitellinula                       | (Nyl.) Arup, Frödén & Søchting                      | 2013           |